# Otemmagletscher
Der Otemmagletscher (auch Hautemmagletscher,  französisch Glacier d’Otemma) ist ein Talgletscher in den südlichen Walliser Alpen in der Schweiz. Für das Jahr 2013 kann die Länge des Gletschers mit 7,4 km angegeben werden. Zusammen mit allen seinen Tributärgletschern wurde 2016 eine Fläche von 16,46 km² ermittelt.
Die Exposition des Gletschers ist Südwest.

## Lage
Seinen Ursprung hat der Otemmagletscher an der Südflanke der Pigne d’Arolla. Danach fliesst er nach Südwesten und wird im Norden von den Gipfeln der Portons (bis 3513 m ü. M.), im Süden von der Aouille Tseuque (3554 m ü. M.) und der Singla (3714 m ü. M.) flankiert. Das Ende der Gletscherzunge befand sich 2007 auf einer Höhe von 2460 m. Nach Nordosten ist der Otemmagletscher über den hochalpinen, eisbedeckten Pass Col de Chermotane (3050 m ü. M.) mit dem Mont-Collon-Gletscher verbunden. Von Süden münden mehrere kleinere Seitengletscher, nämlich Glacier du Petit Mont Collon, Glacier de Blanchen, Glacier de l’Aiguillette und Glacier de l’Aouille. Früher hingen auch der Glacier de l’Epicoune und der Glacier de la Crête Sèche mit dem Otemmagletscher zusammen.
Der Otemmagletscher speist die Dranse de Bagnes, deren Wasser in den Stausee Lac de Mauvoisin fliesst.

## Entwicklung
Seit seinem Hochstadium während der Kleinen Eiszeit um die Mitte des 19. Jahrhunderts hat sich der Gletscher um etwa 3 km zurückgezogen. Beim Rückzug des Glacier de la Crête Sèche wurde  um 1900 zwischen der Zunge und der Seitenmoräne des Otemmagletschers mehrmals ein Randsee aufgestaut, der bei dem darauf folgenden Ausbrüchen im Val de Bagnes Hochwasserschäden verursachte.
| Jahr         | 1850 | 1973 | 1999/2000 | 2013        |
| Fläche (km²) | 20,5 | 17,5 | 11,6      | 12,6 (2016) |
| Länge (km)   | 10,6 | 8,7  | 7,9       | 7,4         |

## Weiteres
Über den Otemmagletscher verläuft die zentrale Etappe der Haute Route zwischen Chanrion und Zermatt.